# Chevignon
Chevignon är ett franskt klädmärke som grundades 1979 av Guy Azoulay. Företaget specialiserar sig på produktion av skinnjackor och Chevignon har sin första framgång med Charles Chevignon, läderspecialist för varumärket, som tog fram den speciella tekniken med läder som kännetecknar just detta märke.